# Zemitrella laevigata
Zemitrella laevigata är en snäckart. Zemitrella laevigata ingår i släktet Zemitrella och familjen Columbellidae.

## Underarter
Arten delas in i följande underarter:
- Z. l. curvirostris
- Z. l. laevigata